# Eugene Jantjies
Eugene Jantjies (wym. [jʊˈdʒiːn ˈjɐnkjis], ur. 8 października 1986 r. w Gobabis) – namibijski rugbysta, uniwersalny zawodnik formacji ataku, występujący jednak najczęściej na pozycji łącznika młyna. Reprezentant kraju, mistrz Afryki i czterokrotny uczestnik pucharu świata.

## Młodość
Jantjies po raz pierwszy styczność z rugby miał w wieku sześciu lub siedmiu lat, kiedy uczęszczał do Nossobville Primary School. W tym samym czasie uprawiał też lekkoatletykę i hokej na trawie – w tej ostatniej dyscyplinie był nawet reprezentantem Namibii na poziomie U-14.
Dzięki dobrym występom w rugby otrzymał sportowe stypendium i miejsce w Windhoek High School. W ciągu trzech lat szkolna drużyna z Jantjiesem w składzie zdobyła trzy kolejne mistrzostwa kraju.

## Kariera klubowa
Pierwszym seniorskim klubem Jantjiesa była drużyna Western Suburbs, w której występował do 2008 roku. Wtedy to przeniósł się do Europy, do rumuńskiego RCJ Farul Constanța. Z uwagi na dużą konkurencję na nominalnej dla niego pozycji łącznika młyna, początkowo zdarzało mu się występować w innych ustawieniach. Z drużyną z Konstancy zdobył m.in. dwa tytułu mistrza Rumunii w odmianie siedmioosobowej, jak również dotarł do półfinałów rumuńskiej SuperLigi. 
W 2012 roku na krótko dołączył do drużyny Leopards rywalizującej w południowoafrykańskim Vodacom Cup, w której barwach zaliczył sześć występów.
Dwa lata później znalazł się w składzie București Lupii, kombinowanej drużyny ligi rumuńskiej rywalizującej w European Rugby Challenge Cup. W barwach Wilków rozegrał dwa spotkania, z Newcastle Falcons oraz ze Stade Français.
Wobec kłopotów finansowych, jakie dosięgły Farul pod koniec sezonu 2014, wszyscy zawodnicy tego klubu otrzymali wówczas wolną rękę w poszukiwaniach nowych klubów. Jantjies w tym czasie przeniósł się do Dinama Bukareszt.

## Kariera reprezentacyjna
Jantjies od najmłodszych lat występował w reprezentacji Namibii na różnych szczeblach wiekowych. Debiutował w 1999 roku w trakcie Craven Week, turnieju dla południowoafrykańskich szkół, w kategorii do lat 13, gdzie występował na pozycji obrońcy. W kolejnych latach uczestniczył także w dalszych turniejach w analogicznych grupach wiekowych (U-15, U-16, U-18). Wraz z reprezentacją do lat 19 dwukrotnie, w 2004 i 2005 roku wziął udział w mistrzostwach świata U-19, gdzie zajął odpowiednio trzecie i siódme miejsce w dywizji drugiej.
Jantjies w dorosłej reprezentacji zadebiutował w meczu z Kenią rozegranym 27 maja 2006 r. – Johan Venter, ówczesny trener kadry przekonał go, by zagrał na pozycji łącznika młyna, mimo iż w klubie występował najczęściej jako obrońca. Nieco ponad rok później znalazł się w kadrze trenera Hakkiesa Husselmana na Puchar Świata. We Francji wystąpił w czterech meczach, w tym we dwóch od początku spotkania. Mimo tego pewne miejsce w pierwszym składzie Jantjies wywalczył sobie dopiero w roku 2010. W latach 2010–2011 wraz z reprezentacją Namibii (występującej jako „Namibia Welwitschias”) grał w południowoafrykańskich rozgrywkach Vocom Cup.
Podczas rozgrywanej w Nowej Zelandii kolejnej edycji pucharu świata, gdzie Namibia ponownie przegrała wszystkie cztery mecze grupowe, Jantjies za każdym razem wybiegał w pierwszej piętnastce. W trakcie turnieju pełnił funkcję wicekapitana. Reprezentacja Namibii zakwalifikowała się również na kolejny Puchar Świata, a Jantjies raz jeszcze znalazł się w 31-osobowej kadrze.
Ponadto z reprezentacją Namibii Jantjies dwukrotnie triumfował w Pucharze Afryki, w 2009 i 2015 roku i raz w Nations Cup, w 2010 roku.